# US-amerikanische Badmintonmeisterschaft 2007
Die US-amerikanische Badmintonmeisterschaft 2007 fand vom 30. März bis zum 1. April 2007 in Orange, Kalifornien, statt.

## Medaillengewinner
| Disziplin    | Gold                            | Silber                                   | Bronze                  |
| ------------ | ------------------------------- | ---------------------------------------- | ----------------------- |
| Herreneinzel | Howard Bach                     | Piotr Mazur                              | Qin Ziwei               |
| Dameneinzel  | Lee Joo Hyun                    | Lili Zhou                                | Jamie Subandhi          |
| Herrendoppel | Howard Bach Khankham Malaythong | Vincent Nguy Sameera Gunatileka          | Chris Hales Daniel Gouw |
| Damendoppel  | Lee Joo Hyun Grace Peng Yun     | Eva Lee Mesinee Mangkalakiri             | Daphne Ng Lili Zhou     |
| Mixed        | Howard Bach Eva Lee             | Khankham Malaythong Mesinee Mangkalakiri | Ted Shear Lili Zhou     |